# Africophanes amicus
Africophanes amicus là một loài bọ cánh cứng trong họ Cerambycidae.